# Tecnología de bajo código

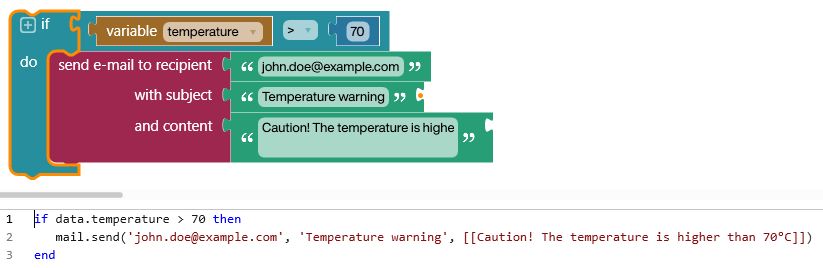
Un editor visual bajo en código que permite la creación de lógica de procesos sin conocimientos de programación, ilustrado con un ejemplo de Peakboard.

La tecnología de bajo código o plataforma de desarrollo baja en código (LCDP por sus siglas en inglés) es una forma de crear programas informáticos —para un ordenador o un sistema automatizado— escribiendo poco código fuente. Este tipo de plataforma proporciona un entorno de desarrollo que permite crear software de aplicación, generalmente a través de una interfaz gráfica de usuario (en lugar de solo escribir código, aunque es posible escribir algo de código, e incluso puede requerirse). No debe confundirse con la plataforma de desarrollo sin código.
Una plataforma baja en código puede producir aplicaciones (programas informáticos) totalmente operativas en situaciones generales, o bien requerir código adicional para situaciones específicas. Las plataformas de desarrollo bajas en código generalmente tienen un alto nivel de abstracción y pueden reducir el tiempo tradicionalmente empleado en el desarrollo de programas, lo que permite acelerar su entrega. Una ventaja es que una gama más amplia de personas puede contribuir al desarrollo de la aplicación, no solo aquellas que sepan programar, pero se necesita una buena gobernanza para cumplir las reglas comunes. Las LCDP también pueden reducir el coste inicial de configuración, capacitación, implementación y mantenimiento.
Las plataformas de desarrollo bajas en código tienen sus raíces en el lenguaje de programación de cuarta generación y las herramientas de desarrollo rápido de aplicaciones de los años 1990 y principios de los años 2000. Al igual que estos entornos de desarrollo predecesores, las LCDP se basan en los principios de la arquitectura dirigida por modelos, la generación automática de código y la programación visual. El concepto de desarrollo por parte del usuario final también existía anteriormente, aunque las LCDP aportaron algunas formas nuevas de abordarlo. El mercado de plataformas de desarrollo bajas en código tiene sus orígenes en 2011. La denominación específica "baja en código" (low-code), que también se traduce al español por "código bajo" o "bajo código", no se propuso hasta el 9 de junio de 2014, cuando lo utilizó el analista industrial Forrester Research. Junto con las plataformas de desarrollo sin código, la tecnología baja en código fue descrita como «extraordinariamente disruptiva» en la revista Forbes en 2017.

## Uso
Como resultado de la revolución de las microcomputadoras, las empresas han repartido ordenadores entre sus empleados, lo que ha permitido una automatización generalizada de los procesos comerciales mediante el uso de software. La necesidad de automatizar la creación y actualización de este software, así como la de nuevas aplicaciones para los procesos de negocios, exige que los programadores creen aplicaciones adaptadas a las necesidades específicas de las organizaciones donde van a funcionar.Las plataformas de desarrollo bajas en código se han lanzado para permitir la creación y el uso rápidos de aplicaciones que puedan manejar eficazmente las necesidades específicas de procesos y datos de las organizaciones más diversas.

## Recepción
La empresa de investigación Forrester estimó en 2016 que el mercado total de plataformas de desarrollo bajas en código crecería a 15 500 millones de dólares para 2020. Este mercado se puede dividir en los siguientes segmentosː bases de datos, manejo de solicitudes, dispositivos móviles, procesos y propósito general.
El crecimiento del mercado de desarrollo bajo en código se puede atribuir a su flexibilidad y facilidad. Las plataformas con esta tecnología, inicialmente dirigidas a segmentos específicos, están cambiando su enfoque hacia aplicaciones de propósito general, con la capacidad de agregar código personalizado cuando sea necesario o deseado.
La accesibilidad móvil es uno de los factores que fomentan el uso de plataformas de desarrollo bajas en código. Para evitar que los desarrolladores tengan que dedicar tiempo a crear programas para múltiples dispositivos, los paquetes de código bajo generalmente vienen con esa característica como estándar.
Como estas plataformas requieren menos conocimientos de programación, casi cualquier persona en un entorno de desarrollo de software puede aprender a utilizarlas.Las funciones como las interfaces de arrastrar y soltar ayudan a los usuarios a visualizar y crear la aplicación.

## Preocupaciones sobre seguridad y cumplimiento de normativa
Están creciendo las preocupaciones sobre la ciberseguridad y el cumplimiento normativo (compliance) de los programas creados a través de plataformas bajas en código, especialmente los que utilizan datos de los consumidores. Los problemas de seguridad pueden deberse a que los programas se elaboran muy rápidamente, y los de cumplimiento, a la falta de gobernanza adecuada. Sin embargo, las apps (programas para teléfonos inteligentes) creadas a través de estas plataformas también impulsan innovaciones en seguridad. Con el desarrollo continuo de aplicaciones en mente, resulta más fácil crear flujos de datos seguros.

## Críticas
Algunos profesionales de las tecnologías de la información y la comunicación se preguntan si las plataformas de desarrollo bajas en código son adecuadas para aplicaciones empresariales críticas y de gran escala.Otros han cuestionado si estas plataformas realmente hacen que el desarrollo sea más barato o más fácil. Además, algunos directores de sistemas de información CIO han expresado su temor a que la adopción interna de plataformas de desarrollo bajas en código podría llevar a un aumento de aplicaciones sin soporte desarrolladas por TI en la sombra.